# Szkoła Podstawowa nr 10 im. Marii Curie-Skłodowskiej w Katowicach
Szkoła Podstawowa nr 10 im. Marii Curie-Skłodowskiej w Katowicach – publiczna szkoła podstawowa w Katowicach, z siedzibą przy ulicy Sokolskiej 23 w dzielnicy Śródmieście. Jest częścią Zespołu Szkolno-Przedszkolnego nr 24 w Katowicach, a powstała w 1937 roku jako szkoła żeńska.

## Historia

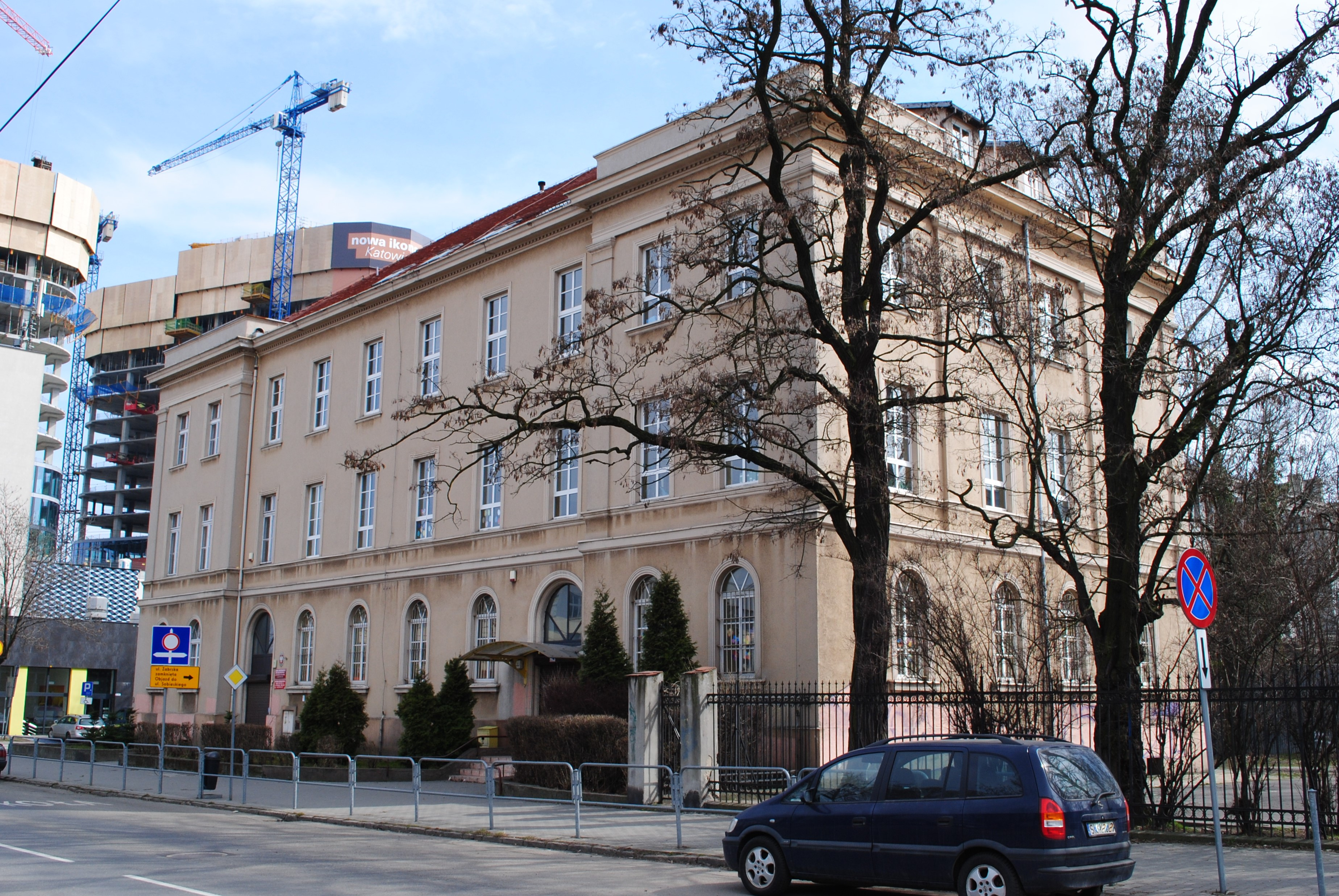
Pierwsza siedziba późniejszej Szkoły Podstawowej nr 10 – gmach przy ulicy Dąbrówki 9 (2021)

Szkoła została założona w 1937 roku jako żeńska Szkoła Powszechna nr 10, która miała swoją pierwszą siedzibę na parterze i drugim piętrze budynku szkoły męskiej im. Piotra Skargi w Katowicach przy ulicy Dąbrówki 9. Jej kierowniczką została Stefania Wintouschka. W pierwszym roku funkcjonowania placówki uczęszczało do niej 438 uczennic – wszystkie polskiej narodowości, z czego 431 było wyznania rzymskokatolickiego.
Szkoła od września 1939 do kwietnia 1945 roku nie funkcjonowała, lecz już w marcu 1945 roku kierowniczka szkoły Katarzyna Suska podejmowała działania na rzecz przyznaniu szkole budynku przy ulicy Stawowej 6. Naukę w szkole wznowiono 20 kwietnia tego samego roku. 
16 lutego 1946 roku uroczyście oddano do użytku Bibliotekę Szkolną nr 1 im. Księgarzy Katowickich, a 22 czerwca 1946 roku szkole nadano imię Marii Skłodowskiej-Curie. W roku szkolnym 1955/1956 powstały pierwsze koedukacyjne klasy, w 1958 roku powstał harcerski I Szczep im. Bojowników o Wolność i Demokrację, a 7 listopada 1967 roku nadano szkole sztandar.
W 2002 roku wyremontowano elewację budynku szkolnego, natomiast pięć pat później, w 2007 roku odbyła się uroczystość 70-lecia powstania szkoły pod honorowym patronatem arcybiskupa katowickiego ks. Damiana Zimonia.
W 2017 roku do szkoły włączono Gimnazjum nr 3 im. Alfreda Szklarskiego w Katowicach. Zmieniono jednocześnie jej siedzibę – przeniosła się do budynku przy ulicy Sokolskiej 23, gdzie funkcjonowało Gimnazjum nr 3. Stało się to w wyniku reformy oświaty likwidującej gimnazja i przywracającej 8-letnie szkoły podstawowe. Uchwałę w sprawie przeniesienia siedziby szkoły Rada Miasta Katowice przyjęła 2 lutego 2017 roku.
W 2023 roku powołano Zespół Szkolno-Przedszkolny nr 24 w Katowicach, który współtworzyła Szkoła Podstawowa nr 10 im. Marii Curie-Skłodowskiej w Katowicach wraz z Miejskim Przedszkolem nr 45 w Katowicach.

## Charakterystyka
Szkoła Podstawowa nr 10 im. Marii Curie-Skłodowskiej w Katowicach to placówka publiczna, będąca częścią Zespołu Szkolno-Przedszkolnego nr 24 w Katowicach z siedzibą przy ulicy Sokolskiej 23, w skład którego wchodzi także Miejskie Przedszkole nr 45 w Katowicach. Organem prowadzącym placówkę jest miasto Katowice, a nadzór pedagogiczny sprawuje Śląski Kurator Oświaty. Organami szkoły są: Dyrektor Szkoły, Rada Pedagogiczna, Rada Rodziców i Samorząd Uczniowski.
W 2019 roku liczyła ona 9 oddziałów, do których uczęszczało 184 uczniów. W roku szkolnym 2024/2025 funkcję dyrektora szkoły pełniła Magdalena Poloczek, a wicedyrektora Kinga Wójcik. W tym czasie zatrudnionych w szkole było 33 nauczycieli.

## Budynki

### Obecna siedziba (ul. Sokolska 23)
Siedziba Szkoły Podstawowej nr 10 im. Marii Curie-Skłodowskiej w Katowicach od 2017 roku mieści się w pawilonowym, pięciosegmentowym budynku z 18 salami lekcyjnymi, 5 pracowniami przedmiotowym oraz m.in. świetlicą, biblioteką i 300-metrowym holem. Budynek ten jest konstrukcji żelbetowej, którą wypełniono betonowymi prefabrykowanymi elementami. Pomiędzy pawilonami urządzono zieleńce, a po wschodniej stronie boiska sportowe.
Został uroczyście oddany do użytku w 1968 roku, a basen oraz salę gimnastyczną otworzono w późniejszym terminie. Jej projektantem był Tadeusz Sadowski z katowickiego „Miastoprojektu”. 

### Druga siedziba (ul. Stawowa 6)

Budynek przy ulicy Stawowej 6, siedziba szkoły w latach 1945–2017

Budynek szkolny przy ulicy Stawowej 6 był siedzibą Szkoły Podstawowej nr 10 im. Marii Curie-Skłodowskiej w Katowicach w latach 1945–2017. 
Jest to czterokondygnacyjny gmach, murowany z czerwonej cegły, wzniesiony pod koniec XIX wieku. 8 sierpnia 1892 roku został on uroczyście oddany do użytku. Posiadał 24 sale lekcyjne, a swoją siedzibę miała tutaj żeńska szkoła ludowa – późniejsza Volksschule I. Na przełomie XIX i XX wieku liczyła 10 oddziałów, którymi kierował rektor K. Latacz. W tym czasie działała tu także szkoła średnia dla dziewcząt.
W okresie międzywojennym w gmachu tym funkcjonowała mniejszościowa Ewangelicka Szkoła Powszechna nr 11 im. Henryka Dąbrowskiego, w której w 1936 roku uczyło się 214 ewangelików. W 1930 roku na podwórzu szkoły dobudowano salę gimnastyczną.
Pod koniec 2021 roku opuszczony gmach szkolny został wystawiony na sprzedaż w drodze przetargu przez Urząd Miasta Katowice. Na początku 2022 roku budynek sprzedano firmie Black Pearl Property za prawie 17 mln zł, a we wrześniu 2023 roku w budynku rozpoczęła działalność prywatna szkoła podstawowa i przedszkole kanadyjskiej sieci Maple Bear – jako pierwsza tego typu placówka w Polsce.

### Pierwsza siedziba (ul. Dąbrówki 9)
Budynek szkolny przy ulicy Dąbrówki 9 był pierwszą siedzibą szkoły w latach 1937–1945.
Gmach w stylu późnego historyzmu i neoklasycyzmu wzniesiono pod koniec XIX wieku i przebudowano w pierwszym ćwierćwieczu XX wieku. Jest to obiekt murowany z cegły i tynkowany, trójkondygnacyjny.
Do 2015 roku gmach ten był jedną z trzech siedzib Akademii Sztuk Pięknych w Katowicach, a od 20 września 2016 roku jest on własnością Zespołu Państwowych Szkół Muzycznych im. Wojciecha Kilara, gdzie działa Państwowa Ogólnokształcąca Szkoła Muzyczna I st. im. Stanisława Moniuszki w Katowicach.

## Znani absolwenci
- Bogusław Kopczak – górnik, ofiara pacyfikacji strajku kopalni „Wujek” w grudniu 1981 roku[26].